# 多维尔美国电影节

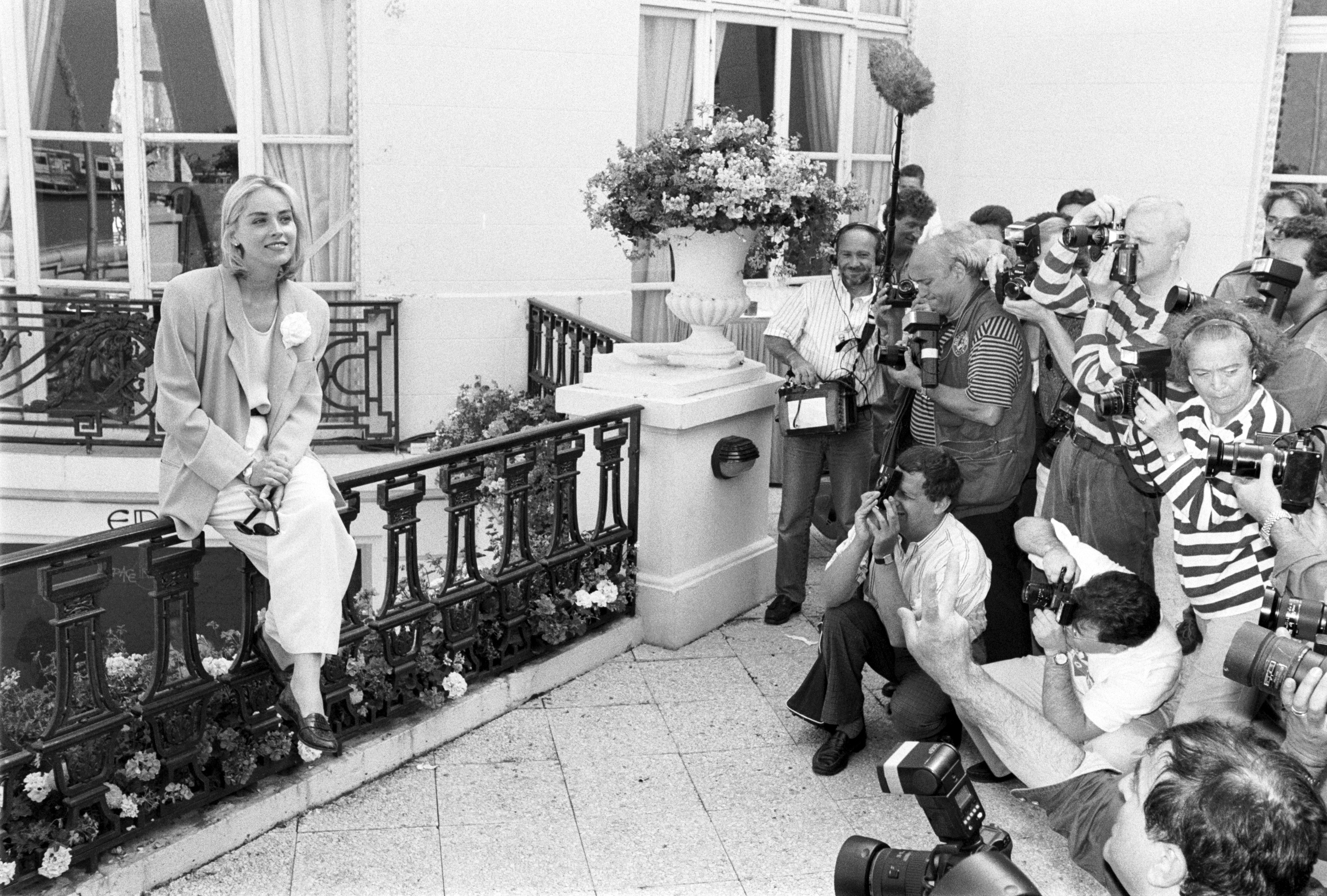
1991年，莎朗·史东在多维尔美国电影节。

多维尔美国电影节（英語：Deauville American Film Festival）是在法国北部的海滨城市多维尔举行的专门为美国电影而建立的电影节，首次举行是在1975年。
该电影节的建立者是莱昂内尔和安德烈米，1995年开始授奖给“故事片”，1998年开始授奖给“微电影”。
电影节的时间大约10天左右，参赛作品约有十多部到二十多部不等。